# 本山 (神戸市)
本山（もとやま）は神戸市東灘区の地名で、北東部、住吉川以東、芦屋市との境界までの地域の山あい。本山北町、本山中町、本山南町、岡本、西岡本、田中町、森北町、森南町、甲南台、本山町田中・野寄・岡本・田辺・北畑・中野・森にあたり、旧・本山村の領域に基づく。旧村名に基づく地名で、中世の荘園である本庄（本荘（ほんじょう））と山路荘（やまじのしょう）の複合地名である。
東灘5地域のうち最大の面積・人口を有し、住宅地帯とその背後の広大な山林からなる。山麓は文教地区でもあり、甲南大学、甲南女子大学、神戸薬科大学などがあり、岡本駅・摂津本山駅の間は商店街の発達する学生街の雰囲気がある。
延喜式式内社として知られる保久良神社からは弥生土器が出土し、周囲のなだらかな山々の中腹からは多数の遺跡が見つかっており、この地の歴史の古さが見える。

## 地理
神戸市東灘区の北東部、表六甲の山麓に位置する。河川は西の住吉川の他天上川と高橋川の各水系が域内を貫く。
南は深江・青木として知られる本庄（旧・本庄村）と住吉川河口の魚崎（旧・魚崎町）、西の住吉川以西が本住吉神社の門前町にして高級住宅地として知られる住吉（旧・住吉村）、北西は旧住吉村域・現灘区の六甲山町字五助山、北は旧入会山である財産区有林「本庄山」および「岡本六甲山」を挟んで裏六甲の有馬町が隣接する。
背山である六甲山地には六甲山最高峰が含まれる他、十文字山、金鳥山、七兵衛山、打越山、西お多福山、東お多福山といった峰峰が連なり、芦屋ロックガーデンや芦屋カンツリー倶楽部の敷地が含まれる。

### 地区

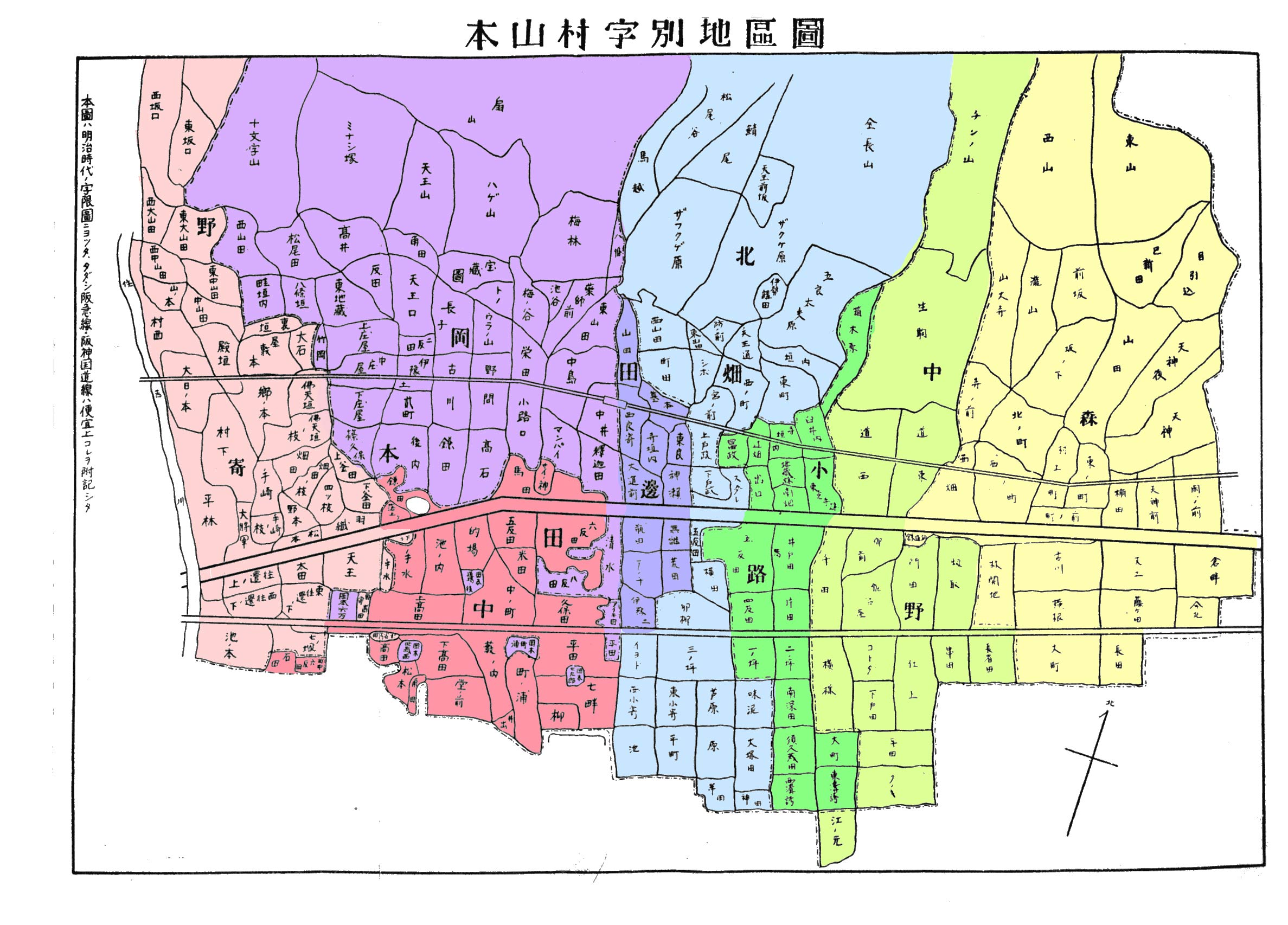
『本山村誌』より、明治時代の字。大字別に着色。

旧本山村では御影や住吉の様な旧村を便宜上区分した区は設けられず、大字単位を行政のまとまりとした。今日ではこの明治以前の旧村に基づいた8つの地区が祭礼や財産区に用いられる。
野寄（のより）
『摂陽群談』にはノイリ（野入り）とあり、各地の野入りと同じく山麓の傾斜地を言う。本山町野寄に加え、西岡本と田中町四丁目の一部・五丁目全域、甲南町三～五丁目の各一部。
岡本（おかもと）
本山町岡本に加え、岡本一・二・五丁目の各一部と三・四・六・七・八・九丁目の全域、田中町三・四丁目の各一部。
田中（たなか）
田中町一・二丁目全域と三・四丁目の各一部、甲南町一丁目全域と四丁目の一部、本山南町五・九丁目の各一部、岡本一丁目の一部。本山町田中は住吉台に隣接する山麓の飛び地。
田辺（たなべ）
本山町田辺に加え、本山北町三・六丁目の各一部、本山中町四丁目の一部、岡本一・五丁目の一部。
北畑（きたはた）
本山町北畑に加え、本山北町二・三・五・六丁目の各一部、本山中町四丁目の一部、本山南町三・四・八・九丁目の各一部。保久良神社を有する。
小路（しょうじ）
本山北町一・二・四・五丁目の各一部、本山中町三丁目の全域、本山南町二丁目の全域と七丁目の一部。山林を有さない。
中野（なかの）
古くは中ノ村とあり、その位置に由来すると思われる。本山町中野に加え、甲南台の一部、本山北町一・四丁目の各一部、本山中町一丁目の一部と二丁目の全域、本山南町一・六丁目の全域と七丁目の一部、北青木一丁目の一部、本庄町三丁目の一部。
森（もり）
本山町森に加え、森北町と森南町の全域および本庄町一・二丁目の一部、本山北町一丁目の一部、甲南台の一部。森稲荷神社を有する。

## 歴史

### 先史
本山での人間の居住した最古の痕跡は縄文時代の岡本東遺跡（岡本7･8丁目）にある。その他、弥生時代以降の遺跡は非常に多く見つかっている。古墳時代の銅鐸の出土地は2箇所ある。
また、保久良神社には弥生時代から現代に至るまでの遺構が残っており、そこから銅戈（クリス型）が見つかっている。同神社には巨石群があり、これらは先史時代の人々の信仰の場である、神を祭るための神霊の宿ると考えられた石の標識「磐座（いわくら）」とみられる。
坂下山遺跡では海抜80mの尾根の端に弥生中期と思われる壺形土器・高坏形土器や石包丁・石鋤などの磨製石器が出土している。このなかには中河内で作られた土器や紀伊で作られた石包丁が含まれており、当時の人々が交易を始めていた事が判る。
森北町六丁目の森北町遺跡では近畿で二例目といわれる長さ4.2cm・幅2.7cmの前漢鏡の一部が昭和61年に出土した他、韓式系の土器が出土するなど、大陸との関わりが垣間見られる。
多くの遺跡が山中にあるが、これらは高地性集落と呼ばれるもので、戦乱状態にある弥生時代の日本で防衛のために築かれたのではないかと言われる。
古墳時代前期の古墳にはヘボソ塚古墳があったが近代に入り取り壊されてしまった。後期には生駒群集墳（森北町～本山北町）といういくつかの古墳があったが殆ど消滅してしまい詳細は不明である。その中で僅かに神戸女子薬科大学構内の円墳の横穴式石室のみが保存されている（生駒古墳）。その西にある岡本八幡谷の八幡谷古墳では横穴式石室を持つ円墳が確認され、そこから組み合わせ式の石棺や馬具、武具、斧・鋤・須恵器などの副葬品が採集されている。更にその西の元・岡本梅林内にも岡本梅林群集墳と呼ばれる群集墳があったが近代に姿を消している。この群集墳からは刀・土器が多く出土したと言われ、また、小型の刳り貫き石棺や家型石棺なども発見されている。
本山の遺跡一覧：
- 東灘区No.7遺跡（岡本）
- 東灘区No.8遺跡（西岡本）
- 金鳥山遺跡（本山町）
- 岡本梅林古墳（岡本6丁目）
- 岡本東遺跡（岡本7・8丁目）
- 八幡谷古墳（本山町）
- 保久良神社遺跡（本山町北畑、本山町田辺）
- 森奥遺跡（本山町中野、本山町北畑）
- 東山遺跡（本山町森、本山町中野）
- ヘボソ塚古墳（扁保曾塚古墳）（岡本1丁目）
- 東灘区No.22遺跡（本山北町5・6丁目）
- 生駒銅鐸（本山北町4・5丁目、本山町北畑）

- 東灘区No.24遺跡（本山町中野）
- 東灘区No.25遺跡（本山町中野、本山北町4丁目）
- 神戸女子薬大構内遺跡（本山北町4丁目）
- 森銅鐸（神戸市東灘区森北町6丁目、本山町森）
- 坂下山遺跡（森北町6丁目）
- 三条岡山遺跡（森北町5丁目・芦屋市三条町）
- 森北町遺跡（森北町1～6丁目）
- 出口遺跡（本山北町1丁目、森北町3丁目）
- 井戸田遺跡（本山中町1・2丁目）
- 本山中野遺跡（神戸市東灘区本山南町7丁目）
- 小路大町遺跡（神戸市東灘区本山南町1・2丁目）

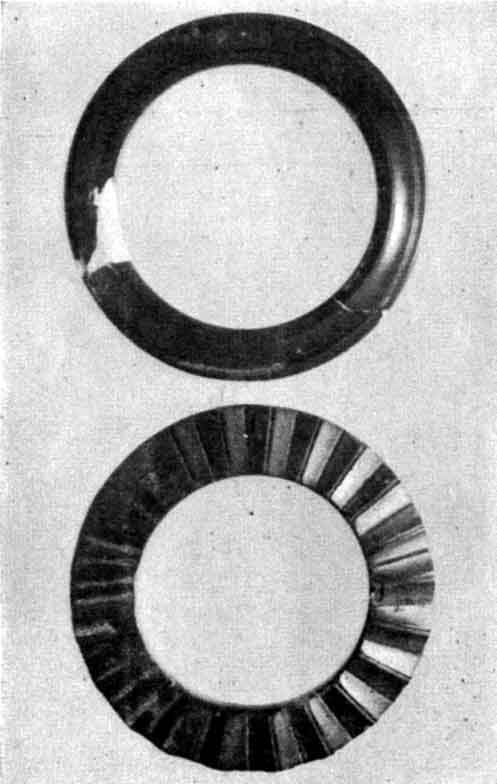
ヘボソ塚出土の碧玉製石釧
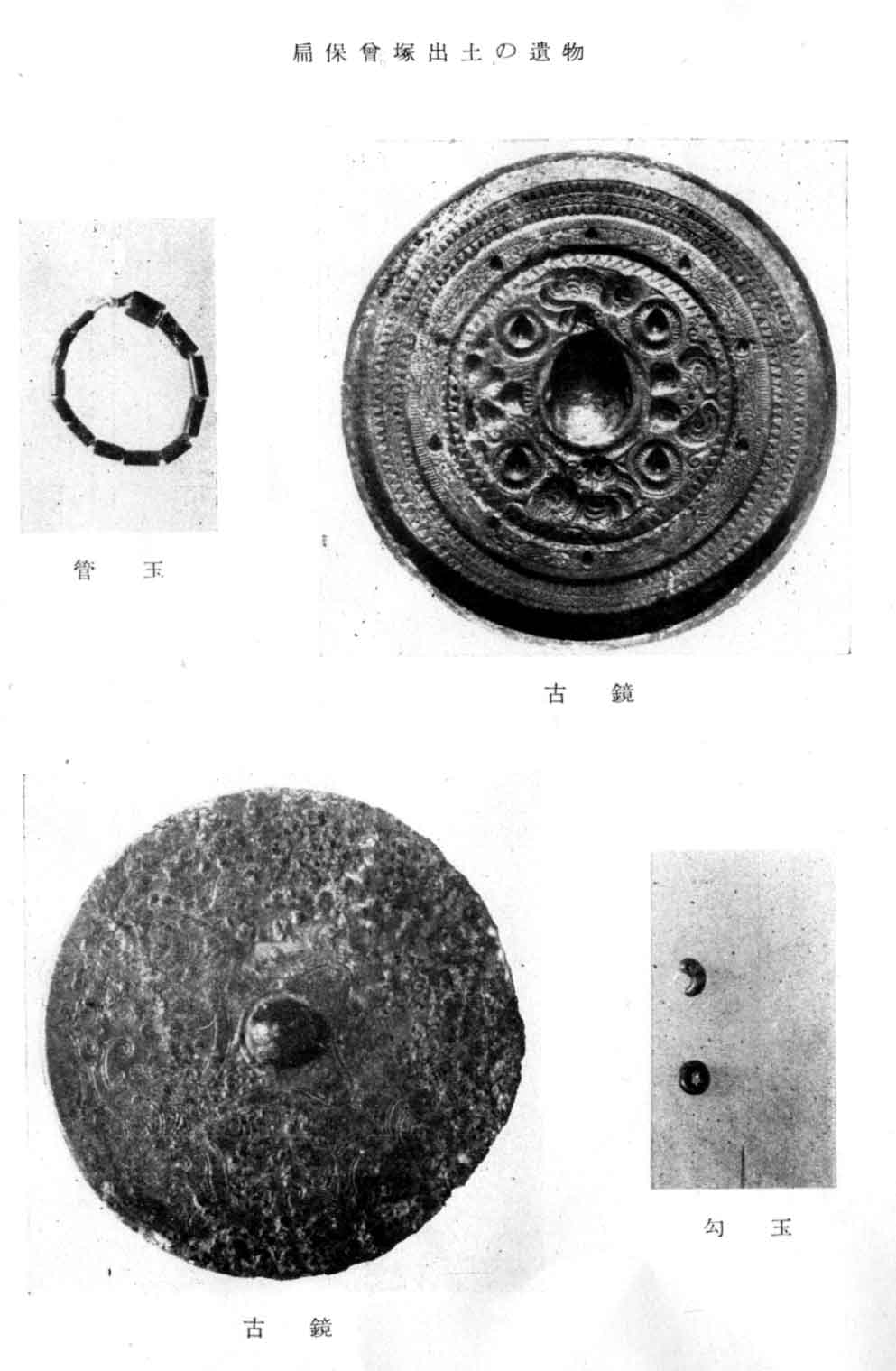
ヘボソ塚出土の古鏡・菅玉・勾玉
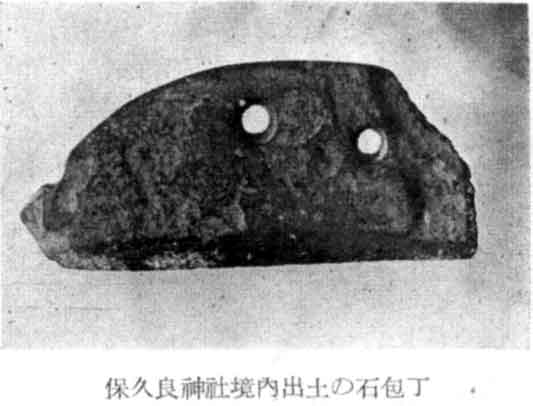
保久良神社境内出土の石包丁。稲刈りに用いられたという。
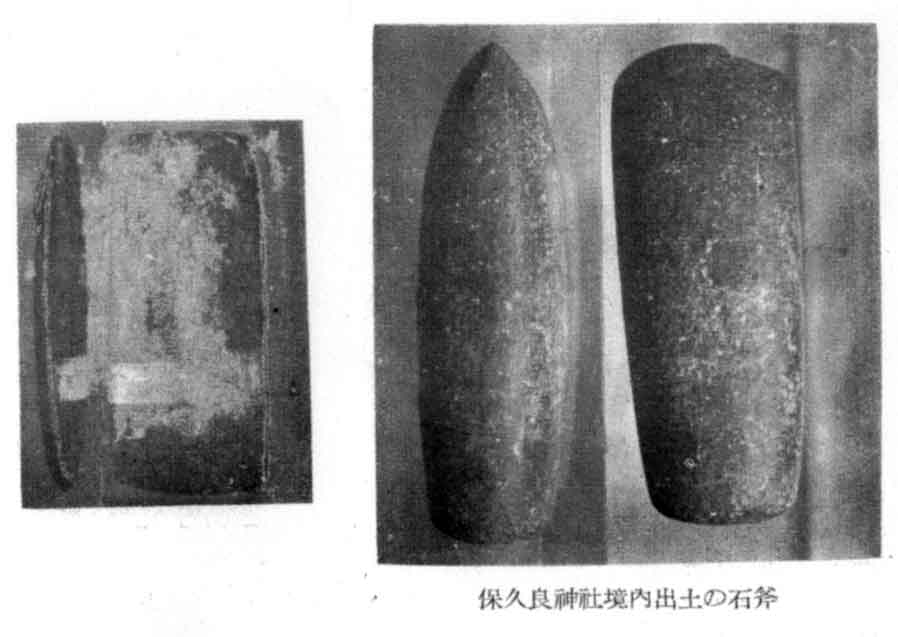
保久良神社境内出土の石斧
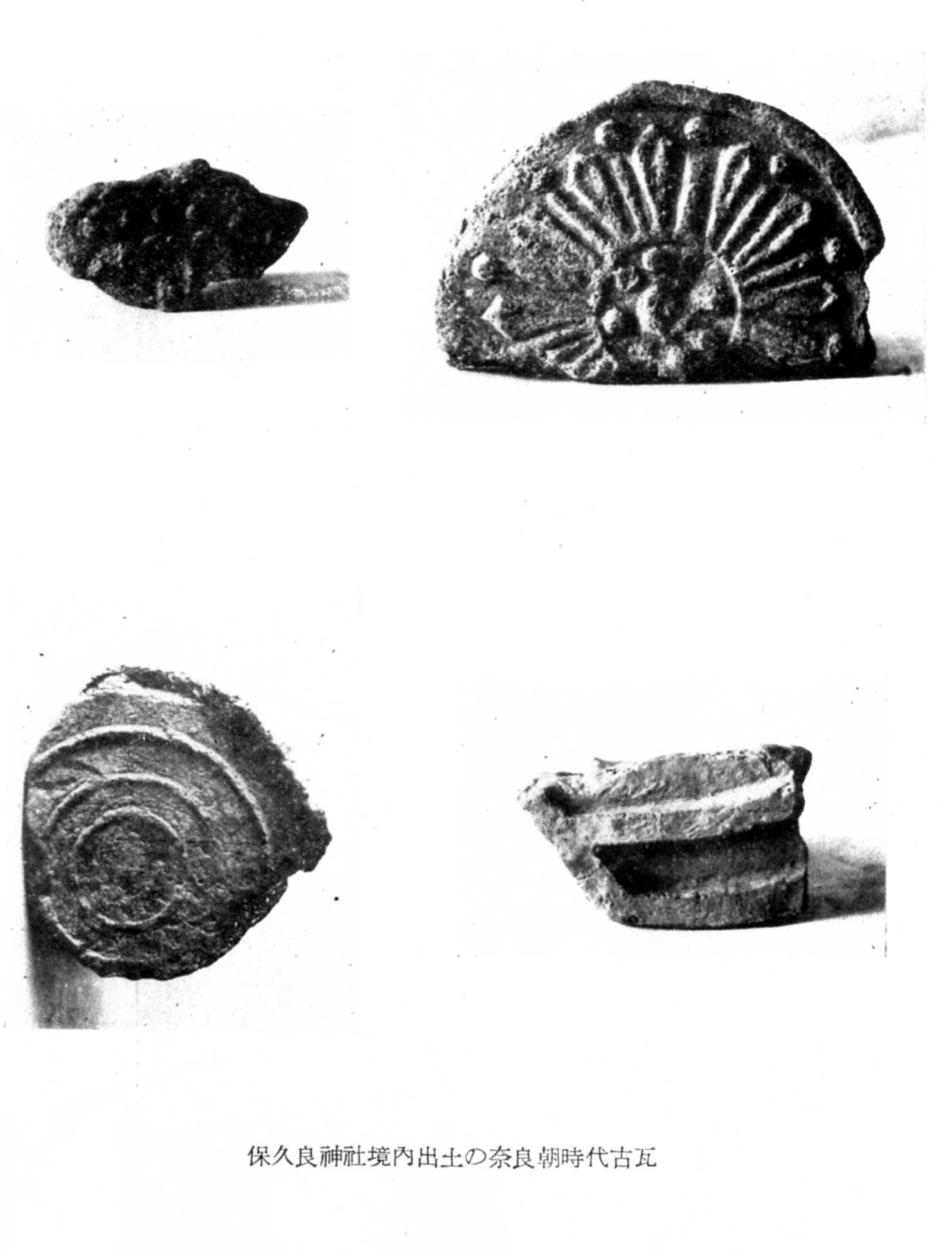
保久良神社境内出土の奈良時代の古瓦
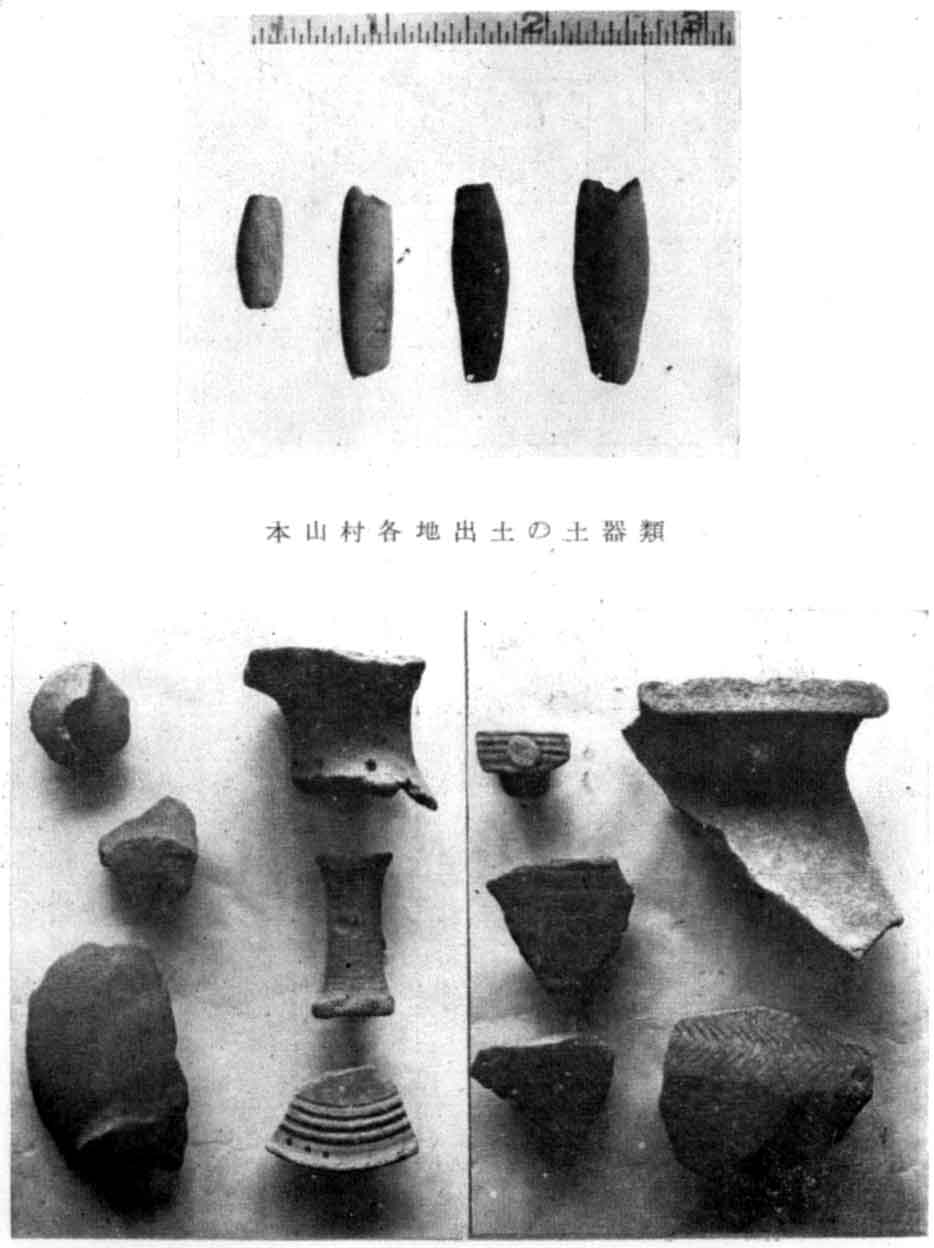
本山村各地出土の土器
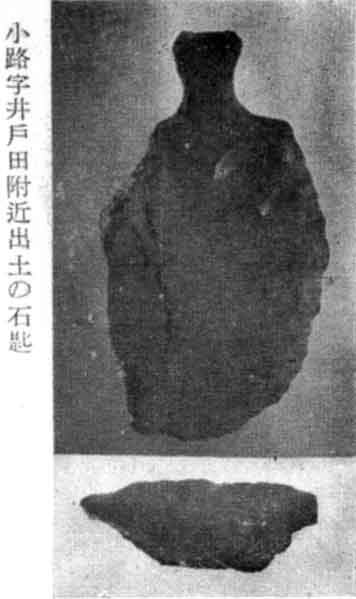
本山中町三丁目（旧・小路字井戸田）の井戸田遺跡から出土の石匙（皮はぎ器）。縄文時代のものと考えられてきたが弥生時代のものであるとする考え方が有力になった。
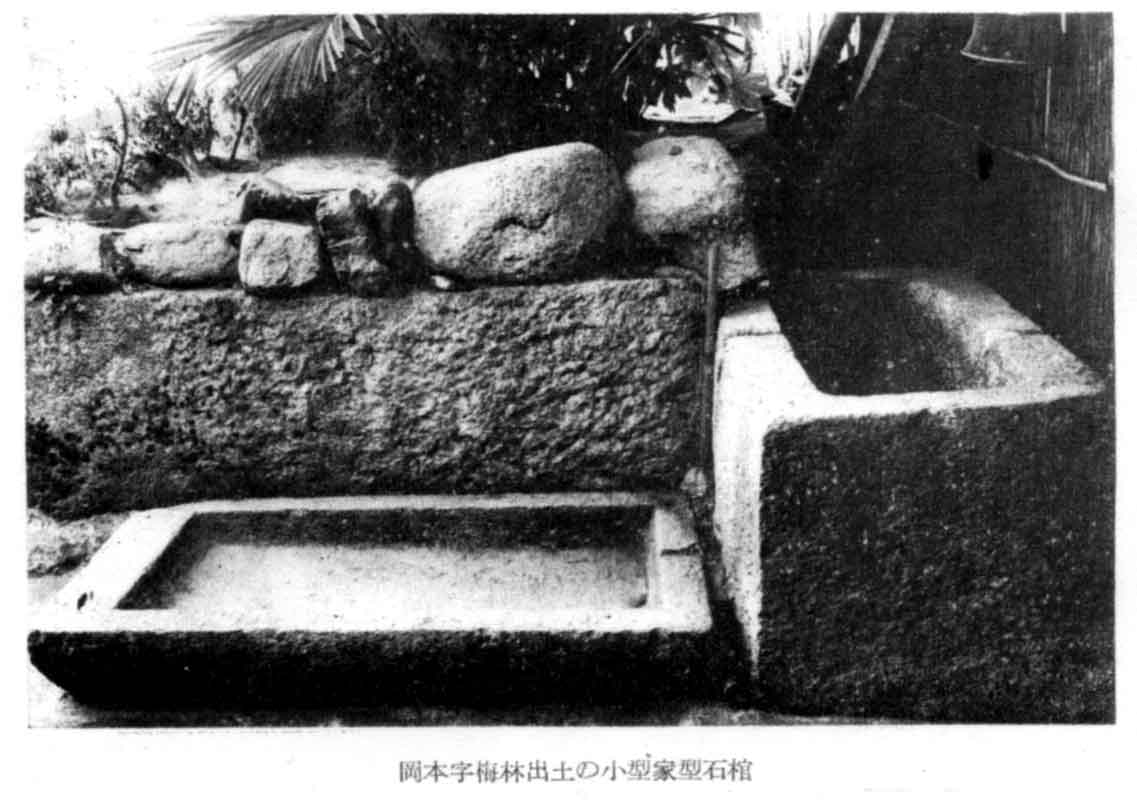
本山村岡本字梅林出土の小型家型石棺

### 古代
保久良神社は伝説にまでその姿を見せる。「灘の一つ火」と呼ばれる常夜灯の言われは、日本武命の熊襲遠征からの帰途、大阪湾で夜になり航路がわからなくなった時、神に祈ったところ北の山に一つの灯火が見え、無事に難波へ帰りつけたことにある。
『姓氏録』の中に大和連（やまとのむらじ）という名があり、もとは大和国（奈良県）の住民ではないかと考えられる。この大和連は保久良神社が祖神である、神武天皇の東征にあたり海路の先導をしたとされる椎根津彦命（しいねつひこのみこと）を祭った豪族であるとする考えもあり、保久良神社周辺を支配したと考えられる。
大宝律令により律令国が定められ、この地は摂津国菟原郡葦原郷ないし葦屋郷と呼ばれる郷に属した。律令制の施行によってこれまでの豪族による土地と人民の私有は廃止され公地公民となった。国家は人民に与える口分田を班給しやすくするために条里制を採用した。この条里制の遺構は当然この地にも存在し、代表的なものは北の六甲山を源流とするにも関わらず東西に流れる部分のある高橋川で、その他旧小字にも小路の一ノ坪・二ノ坪、北畑の三ノ坪、岡本の八条垣といったものがある。
森稲荷神社（森北町4丁目）の社伝によれば霊亀元年（715年）卯月卯日の夜に深江の沖に光が輝いて、村人が海辺に集まると一基の神輿が現れ、それが御神体として今の場所に祭られたとされる。
平安時代に律令の施行細則として制定された延喜式（延長5年（927年））に見える式内社として保久良神社が掲載されている。つまり保久良神社は少なくとも927年以前からこの地に存在した非常に古いものである。

### 中世
平安時代に形成され始めた荘園は当然この地にも存在した。それどころか本山という地名はかつて存在した本荘（本庄）と山路荘（やまじのしょう）の合成地名であり、本庄には森・中野・小路・北畑・田辺、山路荘には住吉川流域の岡本・野寄・田中の各村が属した。山路荘は北野神社領である。山道加納荘という名前も残っており、山路荘と同一か否かわからないが、春日大社領であった。
室町時代この地には山路城という城があった。『摂津誌』（1734年、並河誠所）には「山路城　在リ㆓　田中村ニ㆒ 観応年間　赤松範顕拠トス㆑是ヲ」とあり摂津守護赤松氏縁の城であった様だが詳細は不明。江戸時代には城跡があったようだが鉄道建設の際に崩されたという。現在の地形は微塵も痕跡を残していないが、旧字名の池ノ内・城ノ前・的場などが城のあった事を偲ばせる。現在の本山中学校（岡本三丁目）付近が本丸で手水公園（田中三丁目）が二の丸であったとも言われている。これは普段の城であり、「戦時の城」が北方の五百山にあったと伝えられ、山が開発された時に甲冑と古井戸が発見されたという。

### 近世
戦国時代の終盤には後の本山村となる田中・野寄・岡本・田辺・北畑・小路・中野・森の8郷村が成立する。これらは豊臣氏の直隷となった。
東桜山西光寺（本山北町5丁目）の観音菩薩は佐和山城主石田三成の母の念持仏で、慶長年間合戦の際矢を受けたがこの観音が身代わりとなったという。
豊臣の滅んだ後は尼崎藩領となり、明和6年（1769年）の上知令で灘目一帯は天領となるのだが、本山地域は内陸部にあったため、田中村全域と中野村の一部が天領となったにすぎなかった。
また、上からの支配体系が変わってもこのあたりの人々は中世の荘園単位での行動を続けていた。すなわち田辺・北畑・小路・中野・森は深江・青木（後の本庄村域）・三条・津知（後の芦屋市域）と共に本庄九ヶ村と称し、野寄・岡本・田中は住吉（後の住吉村）・横屋・魚崎（後の魚崎町）・西青木（本庄村域）は山路荘として行動を共にした。つまり農民同士の争いである水論・山論でもこれらの村々は一団となったのである。
本庄九ヶ村の総有の入会山である本庄山（背後の六甲山地）には天文24年（1555年）頃から芦屋荘・西宮社家郷と境界論争が勃発していて永禄3年（1560年）11月11日には「三好長康裁判状」（吉田善八郎氏所蔵文書）が出されるも、江戸時代に再燃し、寛延3年（1750年）に裁判で芦屋の勝訴となった。これが今日の神戸市・芦屋市・西宮市の境界線である。
水論では文政10年（1827年）6月、旱魃がこの地方を襲った際に住吉川の水を利用していた山路荘6ヶ村の人々が住吉川下流の減水を不審に思い上流を調べてみると、芦屋・打出の村人たちが密かに住吉川から土樋（どび）で芦屋川へ水の流していた事が判明した。これに憤慨して山路荘の人々は土樋を破壊した。芦屋荘はこの行為を大坂町奉行所に提訴したが、山路荘は芦屋側に不法行為があると反論した。結局両者の間に和解が成立し、以後芦屋荘は住吉川から引水しない代わりに山路荘は銀五貫を破壊行為に対する賠償として払い、それを元に芦屋荘は溜池を築く運びとなった。今日では土樋を通した場所には土樋割峠という地名が残っている。
また、このあたりの六甲山を南北に抜けて有馬までを繋ぐルートを魚屋道（ととやみち）といい、江戸時代には「六甲越え」「湯山間道」と呼ばれて幕府非公認の抜け道として使用された。これに対し正規のルート上にある小浜（現・宝塚市域）・伊丹・尼崎・生瀬（現・西宮市域）の商人が本庄9ヶ村と有馬を相手取って、道の使用禁止を大坂町奉行所に訴えた文化3年（1806年）の争論は多くの古文書を残している。その結果この六甲越えの道の使用は禁止されたが、その後も抜け荷や往来は絶えなかった。
文化元年（1804年）、狂歌師大田南畝（蜀山人）の『革令紀行』には「蘆屋川をかちわたりしてゆけば、左に海ちかくみゆ、右に稲荷之社自是三町とゑりし碑あり」と、現在森稲荷神社の朱鳥居（昭和2年創建）のすぐ南西にある「稲荷之社従是三町」の銘碑が言及されている。
江戸時代には岡本は梅林で知られており、「梅は岡本、桜は生田、松のよいのが湊川」と唄われた。

### 近代
明治元年（1868年）5月23日、本山地域のうち天領となった田中と中野（一部）は新たに設置された兵庫県の一部となった。残りの尼崎藩に留まった区域は明治4年（1871年）に断行された廃藩置県によって7月14日に尼崎県となったが、その後間もない11月20日には兵庫県に吸収された。後の本山村域には田中・森・中野・北畑・田辺・小路が田中村外五箇村戸長役場管理下の田中組と野寄・岡本が住吉村外二箇村戸長役場管理下の住吉組に分かれていた。このあたりの村々ははじめ菟原郡、明治29年（1897年）の編入以降は武庫郡に属した。
町村制施行に伴う明治の大合併は戸長役場単位で行われる事が多かったがこのあたりでは変動が大きかった。
明治22年（1889年）本山村が田中・野寄・岡本・小路・田辺・中野・森の8ヶ村及び深江村飛地と西青木・横屋村の飛錯地を合併して8ヶ村を大字名として誕生した。大正から昭和初期にかけて近郊農業が発達したが、大正9年（1920年）の阪神急行電鉄開通、昭和10年（1935年）の国鉄摂津本山駅開通などによる宅地化で消滅。住吉・芦屋と並ぶ高級住宅街となった。
昭和13年（1938年）の阪神大水害で多大な被害を受け、財政問題から周辺町村との合併計画が持ち上がり、一時は御影町・住吉村・魚崎町・本庄村・精道村との6ヶ町村での甲南市計画もあったが戦災などで停滞したうちに、精道村は単独で市制を施行して芦屋市となってしまった。御影・住吉・魚崎は昭和25年（1950年）4月1日、すんなりと神戸市へ編入されたが、本庄と本山の神戸への合併交渉は難航した。最終的には村民投票で賛成3731：反対3224の僅差で決まり、村長や村会議員の解職請求も行われたが失敗した。こうして東灘西部3ヶ町村とは足並みは揃わなかったが本山と本庄は同年10月10日に神戸市東灘区の一部となった。東播磨に接している西区地域（旧明石郡）よりも遅く神戸市に編入となった。

### 現代
村有財産は明治以前の8つの村々を踏襲した財産区に引き継がれた。元本山村役場は区役所出張所として使用され、出張所の廃された昭和30年10月以降は東灘建設事務所（のち土木事務所）として使用、その後東灘図書館・本山老人いこいの家となり、現在は同地に図書館が建て換わっている。住所は当初「本山町」を冠して各大字を引き継いだが、山岳部を除く住宅地は殆どが新町名へと変わっている。
住居表示実施区域
- 甲南台（昭和43年5月）
- 田中町一丁目 - 五丁目（昭和45年6月1日）
- 甲南町一丁目 - 五丁目（一部；昭和45年6月1日）
- 本山南町一丁目 - 九丁目（昭和46年6月1日）
- 本山中町一丁目 - 四丁目（昭和46年6月1日）
- 北青木一丁目（昭和46年6月1日）
- 本庄町一丁目 - 三丁目（一部；昭和47年6月1日）
- 森南町一丁目 - 三丁目（昭和47年6月1日）
- 森北町一丁目 - 六丁目（昭和47年6月1日）
- 本山北町一丁目 - 六丁目（昭和48年6月1日）
- 岡本一丁目 - 九丁目（昭和48年6月1日）
- 西岡本一丁目 - 七丁目（昭和54年8月）

合併後は神戸市の大方針であった背山の市有化が進められ、財産区有林が市によって買い取られた。岡本六甲山の北西端の一部は住吉地区や兵庫区（現・北区）の山林と共に1972年（昭和47年）6月1日に灘区六甲山町へ移管され旧・本山町岡本字六甲山の一部が北六甲1314番地へと移管されている。
戦後には宅地開発が進んでおり、本山では以下の様な宅地が造成された：
- 甲南台（土地区画整理組合）4ha、計画人口530、昭和41 - 43年
- ヘルマン・ハイツ（民間）9ha、計画人口1000、昭和43 - 45年
- 本山荘園（民間）6ha、計画人口370、昭和45 - 48年

1970年（昭和45年）からとりかかった本山住宅は神戸市の市営住宅立替長期計画の中の老朽木造住宅立替における区内の第一号にして最大規模のものであった。こうして第一 - 三住宅あわせて787戸が市街地の真ん中に聳え立った。これには一石四鳥の効果があった：
1. 郊外地ではなく市街地に住宅を望む声が多く、高層化によって市街地への収容人数を増やした。
2. 近くに木造老朽市住が多いのでこの新住宅を建替え時の居住者一時収容に使用して連鎖的に建替えを促進できる。
3. 戦後の住宅困窮時に公園敷地に市住を建てた時期があったが、これを他所に建替えて敷地を本来の公園へ戻すことができた。
4. 用地を地域に必要な公共施設新設に使える。第一住宅の1・2階には消防署青木出張所、第三住宅には保育所が新設された。

以下が合併当初からの人口の変遷である。
| 年月日   | 人口   |
| -------- | ------ |
| 昭和25年 | 25,528 |
| 昭和50年 | 53,878 |
| 平成17年 | 56,706 |

※いずれも10月1日時点

## 施設

### 宗教

#### 神社
- 大日女尊神社
- 鷺宮八幡神社
- 中野八幡神社
- 小路八幡神社
- 保久良神社
- 森稲荷神社

#### 仏閣
- 棟嶽山向栄庵
- 登林山浄称寺
- 法性山薬師院真光寺
- 華溝山法覚寺
- 東光山要玄寺
- 香雲山圓光寺
- 東桜山西光寺
- 林鐘山常永寺
- 奥田山安念寺
- 不動山明王院
- 五百山宝積寺
- 無量山光明寺
- 安養山浄土院明休寺

### 教育
- 甲南大学
- 神戸女子薬科大学
- 甲南女子高等学校
- 神戸市立本山中学校
- 神戸市立本山南中学校
- 神戸市立本山第一小学校
- 神戸市立本山第二小学校
- 神戸市立本山第三小学校
- 私立本山幼稚園
- 私立光の園幼稚園
- 私立甲南同胞幼稚園

## 参考資料
- 道谷卓『日本史の中の東灘』財団法人神戸市民文化振興財団、神戸市立東灘文化センター。
- 『本山村誌』本山村、1953年（昭和28年）。
- 『1989年春の特別展「東灘の歴史」展解説資料 『東灘歴史ノート』』（プレスリリース）編集・発行 神戸深江生活文化史料館、1989年4月29日。
- 本庄村史編纂委員会 編『本庄村史 : 神戸市東灘区深江・青木・西青木のあゆみ. 歴史編』本庄村史編纂委員会、2008年。
- 神戸新聞出版センター（編集・制作） 編『兵庫県大百科事典 下巻』神戸新聞出版センター、1983年。ISBN 978-4875211006。
- 原田 健 編『東灘区25年』東灘区役所、1976年（昭和51年）。
- 熱田 公、落合 重信、戸田 芳実、八木 哲浩、石田 善人、田中 真吾、前嶋 雅光 編『角川日本地名大辞典28 兵庫県』角川書店、1988年。ISBN 978-4040012803。
- 神戸史学会 編『新 神戸の町名』神戸新聞総合出版センター、1996年。ISBN 978-4875212041。